# 一龍斎貞奈
一龍斎 貞奈（いちりゅうさい ていな、11月21日 - ）は、講談師。階級は二ツ目。

## 経歴
静岡県裾野市出身。中央大学商学部会計学科卒業。
『めざましテレビ』で観た八木亜希子に憧れて、将来の夢はアナウンサーだったが、大学卒業後はマーケティング会社に就職。だがここでの仕事にやり甲斐を感じられず「形が残る仕事がしたい」とナレーターを目指し、2年間養成所在籍を経てナレーター事務所に所属。ナレーターの仕事以外に舞台出演もあったが「大勢で一緒に芝居をやるのは自分に合わない」と思い、そんな時に一龍斎貞心の高座を観に行って、「頭の中に画が思い浮かぶ」講談なのでかっこいいと思って、直接入門を申し入れる。
2015年6月、一龍斎貞心に入門。2016年1月に講談協会前座見習い。4月より前座となる。2022年4月に二ツ目昇進。
コロナ禍で暇をもてあましていた時期に裁判の傍聴に月に3回ほどは行っていた。裁判の傍聴を薦めてくれた弁護士の男性と2023年2月に結婚。
結婚前のエピソードとして、師匠の一龍斎貞心から後押しを受けたものがある。結婚相手の男性に対して貞奈から何度もプロポーズをせがんだものの、プロポーズはしてもらえなかった。そんな二人の関係に業を煮やした師匠（一龍斎貞心）は「籍も入れずにとう言うつもりだ。俺が相手に聞いてやるから連れてこい。」と結婚相手の男性を呼び出したものの、実際には「籍は入れたほうがいいよ。」と優しく諭されただけだった…というもの。このエピソードや周囲からの「入籍はいつ」という圧力から、2023年2月23日に入籍したという。

## 芸歴
- 2015年6月 - 一龍斎貞心に入門。
- 2016年
  - 1月 - 講談協会見習いとなる。
  - 4月 - 前座となる[4]。
- 2022年
  - 4月 - 二ツ目昇進[4]。

## 演目
- 川中島の戦い
- 塚原卜伝 無手勝流
- 姉川戦記 木村又蔵 鎧の着逃げ･清正との出逢い
- 木村の梅
- 源平盛衰記 吉野落ち
- 源平盛衰記 那須与一･扇の的
- 真田十勇士 猿飛佐助誕生
- 弁慶と牛若丸 五条の橋の出会い
- 臆病一番槍
- 大久保彦左衛門 筍の亡骸
- 笹野名槍伝 海賊退治
- 三方ケ原軍記

## 出演情報

### テレビ
- ノンストップ！（2024年1月12日、フジテレビ）　「NONSTOP!タブロイド」コーナーにて特集。

### ラジオ
- NEXT名人寄席（2022年7月30日、NHKラジオ）
- SWEET!! Friday Edition（2023年7月28日、ラジオ日本）三遊亭楽生が夏季休暇のため代演。

### YouTube
- TOKYO エアー散歩（リュウクス名義）

### 雑誌
- 週刊新潮　2024年4月4日号　「結婚」コーナーの取材記事[3]